# 니우에의 국장

니우에의 국장

니우에의 국장은 1974년에 니우에가 독립과 함께 뉴질랜드와의 자유연합 관계를 수립하면서 처음 제정되었다. 현재의 국장은 2021년 9월에 제정되었다.

## 현재의 문장
14개의 조개 껍데기로 이루어진 니우에의 전통적인 화관 형태를 띤 파란색 바깥쪽 고리 위에 왕관이 올려져 있다. 14개의 조개 껍데기는 니우에에 위치한 14개 마을을 뜻하고 왕관은 국가원수로서의 군주를 뜻한다.
바깥쪽에 있는 초록색 원 안에는 태평양 제도에서 생산되는 나무껍질 천인 타파에 새겨넣는 히아포 문양이 그려져 있으며 그 안에 있는 하얀색 원에는 나무가 그려져 있다. 히아포 문양은 땅을 뜻하고 나무는 생명과 니우에 사람들을 나타낸다.
문장 아래쪽에 있는 파란색 두루마리에는 니우에의 표어인 "신, 니우에는 영원히"(Atua, Niue Tukulagi)라는 니우에어 문구가 새겨져 있다. 두루마리 양쪽에는 카토우아라는 곤봉이 그려져 있는데 이는 니우에의 국방과 안보를 뜻한다. 바깥쪽 원과 안쪽 원 사이에는 "니우에의 문장"(Public Seal of Niue)이라는 영어 문구가 쓰여져 있다.

## 과거의 문장

1974년부터 2021년까지 사용된 문장

1974년부터 2021년까지 사용된 문장 중앙에는 뉴질랜드의 국장이 그려져 있다. 국장 위쪽에는 "니우에의 문장"(Public Seal of Niue), 국장 아래쪽에는 "니우에"(Niue)가 영어로 쓰여져 있다.

## 같이 보기
- 니우에의 기